# Stamm (Pfadfinder)
Der Stamm bei Pfadfindern in Deutschland und Südtirol bezeichnet die Organisationseinheit, in der Gruppen aller Altersstufen eines Ortes zusammengeschlossen sind. 
Ein Stamm bei Pfadfindern in der Schweiz bezeichnet die Organisationseinheit, in der mehrere Pfadfindergruppen zusammengeschlossen sind, meist zwei bis fünf Gruppen mit je vier bis acht Gruppenmitgliedern. 
Die dem deutschen Stamm entsprechende Bezeichnung in Österreich ist Gruppe, in der Schweiz Abteilung.

## Ausprägung
Ein Stamm kann in seiner Größe und Erscheinungsbild von Ort zu Ort, Land zu Land und Pfadfinderverband zu Pfadfinderverband stark variieren, wobei jedoch immer mehrere Kleingruppen  einen Stamm bilden. Dabei gibt es Pfadfinderbünde, deren Stämme als reine Jungen- oder Mädchenstämme auftreten, meist arbeiten pfadfinderische Gemeinschaften im deutschsprachigen Raum jedoch mit koedukativen Stämmen. 
Ein Stamm bildet häufig zusammen mit anderen Stämmen eine regionale Verbandsstruktur und gehört zu einem Pfadfinderverband. Sogenannte freie Stämme, die außerhalb solcher Strukturen arbeiten, sind oftmals nicht anerkannter Träger der freien Jugendhilfe.
Ein Stamm umfasst normalerweise 20 bis 80 Mitglieder, wobei es auch deutlich größere Stämme gibt.

## Gliederung
Wie auch schon bei der Ausprägung kann ein Stamm recht unterschiedlich gegliedert sein. Ein Grundprinzip bilden aber immer die so genannten Stufen, die vergleichbar dem Klassensystem in der Pädagogik, die den Altersunterschieden und der dementsprechend unterschiedlichen körperlichen und geistigen Entwicklung gerecht werden.
Gebräuchliche Bezeichnungen für die einzelnen Stufen mit typischen Altersangaben sind (die genauen Altersgrenzen sind in den verschiedenen Pfadfinderverbänden unterschiedlich):
| Alter | Deutschland    |
| ----- | -------------- |
| 6–10  | Wölflinge      |
| 10–13 | Jungpfadfinder |
| 13–16 | Pfadfinder     |
| 16–21 | Ranger/Rover   |

| Alter | Schweiz                       |
| ----- | ----------------------------- |
| 6–11  | Jungen: Wölfe Mädchen: Bienli |
| 11–16 | Pfadi                         |
| 16–18 | Pionier                       |
| 18–25 | Rover                         |

| Gruppenleiter: | ab 14 Jahre     |
| Stammführer:   | ab ca. 18 Jahre |

Ein weiteres Kernprinzip ist das der kleinen Gruppe. Kinder und Jugendliche der Jungpfadfinder- oder Pfadfinderstufe gleichen Alters werden in Kleingruppen zu 6 bis 8 Mitgliedern zusammengefasst, die als Sippen bezeichnet werden (auch: Gruppe/Patrouille/Fähnlein/Horte/Team). Die Kleingruppe ist die wesentliche Erlebnisgemeinschaft auf Gruppenstunden und Fahrten, hier findet der Kern des Pfadfinderlebens und der Pfadfindererziehung statt. 
Ein weiteres Kernprinzip ist Führung durch Jugendliche: ein Gleichaltriger führt die Gruppe. Meist wird er hierarchisch bestimmt, manchmal demokratisch gewählt oder ist einfach „Primus inter pares“. 
Oft werden zwei bis vier Kleingruppen der gleichen Altersstufe zu Gruppen mittlerer Größe (Wölflinge: Meute; Pfadfinder: Trupp oder Gilde; Ranger und Rover: Kreis) zusammengefasst. Umgekehrt kann durch die Zusammenfassung von Kleingruppen verschiedener Stufen auch ein räumlicher Bezug, beispielsweise innerhalb eines bestimmten Stadtteils, hergestellt werden.

## Ursprünge
Das aus der 1902 von Ernest Thompson Seton gegründeten, US-amerikanischen Woodcraft-Bewegung her stammende und durch John Hargrave und Miloš Seifert in Europa eingeführte Stammesprinzip oder Prinzip der Stammeserziehung überlagerte um etwa 1925 das System der militärischen Einheiten beziehungsweise Untergliederungen der 1907 gegründeten Pfadfinderbewegung. Innerhalb der Bünde der Neu- und Ringpfadfinder entstanden die ersten Gruppen, die sich als „Stämme“ bezeichneten. 
Als Stammesname dienten häufig heraldisch-historische Namen (Roter Löwe, Schwarzer Adler; Ulrich von Hutten, Florian Geyer) oder auch beispielhafte Personen (Schweitzer, Nansen, Korczak). Dem indianischen Totem nachempfunden, wurden für die Sippen Tiernamen eingeführt.

## Besonderheit
Anders als in anderen Pfadfinderschaften steht der Begriff „Sippe“ in der Heliand-Pfadfinderschaft für die Gruppen einer Gemeinde. Der „Stamm“ bezeichnet einen Zusammenschluss mehrerer Sippen einer Region.